# Пустосёлы
Пустосёлы — деревня в Монастырщинском районе Смоленской области России. Население — 12 жителей (2017 год).
Расположена в западной части области в 8 км к востоку от Монастырщины, в 28 км западнее автодороги А141 Орёл — Витебск, на берегу реки Горькая. В 30 км восточнее деревни расположена железнодорожная станция Починок на линии Смоленск — Рославль.
До 2015 года входила в состав упразднённого Слободского сельского поселения. Ныне входит в Соболевское сельское поселение.

## История
В годы Великой Отечественной войны деревня была оккупирована гитлеровскими войсками в июле 1941 года, освобождена в сентябре 1943 года.